# José López Rega
José López Rega, argentinski politik in policist, * 17. oktober 1916, Buenos Aires, † 9. junij 1989, Buenos Aires.